# Routledge
Routledge è una casa editrice britannica fondata a Londra nel 1851 da George Routledge.
Si occupa principalmente di pubblicazioni accademiche, riviste, risorse on-line riguardanti svariati campi di studio: dalla letteratura all'economia, dal cinema alla musica, dalla storia alla psicologia.

## Storia
La Routledge ha pubblicato anche sotto i nomi di società diverse ed è considerata attualmente una delle case editrici più importanti nel settore delle pubblicazioni accademiche.
Le origini risalgono alla metà del XIX secolo, quando il libraio George Routledge fondò con il cognato la società editoriale George Routledge & Co. Per il resto del secolo la società ha continuato a crescere e ad ampliare la propria gamma di proposte editoriali (comprendente soprattutto libri di narrativa illustrati, libri di viaggio e titoli molto popolari) espandendosi grazie alla fusione con altri partner commerciali e talvolta pubblicando sotto un altro nome. Nel 1902 la compagnia fu vicina al fallimento, ma in seguito a una ristrutturazione di successo è stata in grado di risollevarsi e di ricominciare ad acquisire e fondersi con altre case editrici.
Furono queste acquisizioni e queste fusioni che spostarono sempre di più i campi di interesse verso pubblicazioni accademiche ed è dal 1912 in poi che, col nome di Routledge & Kegan Paul, la società si concentrò unicamente sull'editoria scientifica ed accademica.
Nel 1985 la Routledge & Kegan Paul si unì con la Associated Book Publishers (ABP) che nel 1987 è stata acquisita dalla International Thomson. Sotto la proprietà di Thomson furono mantenuti il nome e le attività commerciali della Routledge. Nel 1996, un management buyout finanziato dalla società europea private equity Cinven ha decretato che la Routledge tornasse ad operare come azienda indipendente.
Nel 1998, i direttori della Cinven e della Routledge accettarono un patto per l'acquisizione della Routledge da parte del Taylor & Francis Group (T&F), con l'accordo che il nome della casa editrice sarebbe stato mantenuto anche come marchio editoriale. Nel 2004, in seguito ad una fusione aziendale, il gruppo T&F è diventato una divisione interna della Informa plc; la Routledge continua ad avere il proprio marchio sotto la divisione T&F, con una gamma maggiore di titoli sulle scienze umanistiche e sociali.